# Žermanice
Žermanice (in polacco Żermanice, in tedesco Zermanitz) è un comune della Repubblica Ceca facente parte del distretto di Frýdek-Místek, nella regione della Moravia-Slesia.